# Станка, Рэзван
Рэзван Мариан Станка (рум. Răzvan Marian Stanca; 18 января 1980, Бухарест) — бывший румынский футболист, вратарь.

## Карьера
Начинал свою карьеру в команде «Спортул Студенцеск».Затем играл за ряд других румынских коллективов. В 2010 году по приглашению Виктора Пицуркэ на правах аренды перешел в «Стяуа». В своей дебютной игре против «Брашова» (1:1) Станка заработал удаление. Больше вратарь за команду не играл, а после ухода с поста наставника Пицуркэ он покинул ее. Однако через год Станка вновь оказался в «Стяуа». Второй заход в стан «армейцев» стал более успешным: вратарь стал чемпионом страны. Завершил свою карьеру голкипер в «Пандури», где затем он стал работать тренером вратарей. В настоящее время Рэзван Станка трудится с голкиперами молодежной сборной Румынии

### В сборной
26 марта 2008 года Станка был в срочном порядке вызван в состав сборной Румынии на товарищеский матч с Россией из-за болезни Богдана Лобонца. В самом поединке румыны одержали победу со счетом 3:0, а Станка в самой концовке встречи заменил на воротах Мариуса Попу. Больше за национальную команду не выступал.

## Достижения
- Чемпион Румынии (1): 2012/13.
- Обладатель Кубка Румынии (1): 2010/11.
- Победитель Второй лиги Румынии (2): 2000/01, 2003/04.